# Listă de reviste de literatură științifico-fantastică
Aceasta este o listă de reviste de literatură științifico-fantastică:

### Reviste americane

#### Defuncte
- A. Merritt's Fantasy Magazine, 1949–1950, 5 numere
- Aboriginal Science Fiction, 1986–2001
- Absolute Magnitude, 1993–2006, 19 numere
- Air Wonder Stories, 1929, 11 numere
- Amazing Stories (sau Amazing Science Fiction), 1926–2005, 607 numere
- Asimov's SF Adventure Magazine, 1978–1979, 4 numere
- Astonishing Stories, 1940–1943, 16 numere
- Avon Fantasy Reader, 1947–1952, 18 numere
- Avon Science Fiction and Fantasy Reader, 1952, 2 numere
- Avon Science Fiction Reader, 1951–1952, 3 numere
- Beyond Infinity, 1967, 1 issue
- Captain Future, 1940–1944, 17 numere
- Cosmic Stories, 1941, 3 numere
- Cosmos, 1953–1954, 4 numere
- Doctor Death, 1935
- Dr. Yen Sin, 1936
- Dream World, 1957, 3 numere
- Dynamic Science Fiction, 1952–1954, 6 numere
- Dynamic Stories, 1939, 2 numere
- Electric Velocipede, 2001–2013, 27 numere
- Eternity SF, 1972–1975, 6 numere, revived 1979–1980
- Famous Fantastic Mysteries, 1939–1953, 81 numere
- Famous Science Fiction, 1966–1969, 9 numere
- Fantastic, 1952–1980
- Fantastic Adventures, 1939–1953
- Fantastic Stories of the Imagination, 2014–2017
- Fantastic Story Magazine, 1950–55
- Fantastic Universe, 1953–1960, 69 numere
- Fantasy Book, 1947–1951, 8 numere
- Fantasy Fiction (sau Fantasy Magazine), 1953, 4 numere
- Flash Gordon Strange Adventure Magazine, 1936, 1 issue
- Forgotten Fantasy, 1970–1971, 5 numere
- Future Fiction (sau Science Fiction), 1939–1943, 17 numere
- Future Science Fiction, 1950 (see Future Fiction)
- Galaxy Science Fiction, 1950–1980, 245 numere
- Galileo, 1976–1980, 16 numere
- Gamma, 1963–1965, 5 numere
- Heliotrope E-Zine, 2006–2009, 5 numere
- Helix SF, 2006–2008, 10 numere
- Ideomancer, 2002–2015
- If (sau Worlds of If), 1952–1974, 175 numere, revived 1987
- Imagination, 1950–1958, 63 numere
- Imaginative Tales (sau Space Travel), 1954–1958, 26 numere
- Infinity Science Fiction, 1955–1958, 20 numere
- International Science Fiction, 1967–1968, 2 numere
- The Internet Review of Science Fiction, 2004–prezent (non-fiction only)
- Jim Baen's Universe, 2006–2010
- Marvel Tales, 1934–1935, 5 numere
- Miracle, 1931, 2 numere
- Oceans of the Mind, 2001–2006
- Odyssey, 1976, 2 numere
- Omni, 1978–1995, 168+ numere
- Orbit Science Fiction, 1953–1954, 5 numere
- Orion's Child Science Fiction & Fantasy Magazine, 1984, revived 2007, 3 numere
- Other Worlds, 1949–1957
- Out of this World, 1950, 2 numere
- Paradox Magazine, 2003–2009
- Planet Stories, 1939–1955, 71 numere
- Polygraff magazine, 2009–2012
- Realms of Fantasy, 1994–2011, 102 numere
- Redstone Science Fiction, 2010–2012
- Rocket, 1953, 3 numere
- Satellite, 1956–1959, 18 numere
- Saturn, 1957–1958, 5 numere
- Sci Fiction, 2000–2005
- Science Fiction, 1939–1941, 17 numere, revived in 1953
- Science Fiction Adventures, 1952–1954, 9 numere
- Science Fiction Adventures, 1956–1958, 12 numere
- Science Fiction Age, 1992–2000, 46 numere
- Science Fiction Digest, 1954, 2 numere
- Science-Fiction Plus, 1953, 7 numere
- Science Fiction Quarterly, 1940–1943, 10 numere, revived 1951–1958
- Science Fiction Stories, 1953–1960
- Science Stories, 1953–1954
- Science Wonder Stories, 1929–1930, 12 numere
- Scifidimensions, 2000–2010
- Space Science Fiction, 1952–1953, 8 numere
- Space Science Fiction Magazine, 1957, 2 numere
- Space Stories, 1951–1953, 5 numere
- Spaceway, 1953–1955, 12 numere, revived 1967–1970
- Star SF, 1958, 1 issue
- Startling Stories, 1939–1955, 99 numere
- Stirring Stories, 1941–1942, 4 numere
- Subterranean Magazine, 2005–2014
- Super Science Fiction, 1956–1959, 18 numere
- Super Science Stories (sau Super Science Novels), 1940–1943, 16 numere, revived 1949–1951
- Sybil's Garage, 2003–2010
- Tales of the Unanticipated, 1986–2014
- Ten Story Fantasy, 1951, 1 issue
- Thrilling Science Fiction (sau Thrilling Science Fiction Adventures), 1966–1975, 42 numere
- Tomorrow Speculative Fiction, 1993–1997, 24 numere
- Tops in SF, 1953, 2 numere
- Two Complete Science Adventure Books, 1950–1954, 11 numere
- Uncanny Tales, 1939–1940
- Unearth, 1977–1978, 8 numere
- Universe, 1953–1955
- Unusual Stories, 1934–1935, 3 numere
- Vanguard, 1958, 1 issue
- Venture Science Fiction Magazine, 1957–1958, 16 numere, revived 1969–1970
- Vertex, 1973–1975, 16 numere
- Vortex, 1953, 2 numere
- Vortex, 1977, 5 numere
- Wonder Stories (later Thrilling Wonder Stories), 1930–1955
- Worlds Beyond, 1950–1951, 3 numere
- Worlds of Fantasy, 1968–1971, 4 numere
- Worlds of Tomorrow, 1963–1967, 26 numere

#### Curente
- Abyss & Apex Magazine, 2003–prezent
- Analog Science Fiction and Fact (sau Astounding Stories, Astounding Science-Fiction and Analog Science Fact & Fiction), 1930–prezent
- Apex Magazine, 2005–prezent
- Aphelion the Webzine of Science Fiction and Fantasy, 1997–prezent
- Asimov's Science Fiction (sau Isaac Asimov's Science Fiction Magazine), 1977–prezent
- Bards and Sages Quarterly, 2009–prezent
- Bull Spec, 2009–prezent
- Clarkesworld Magazine, 2006–prezent
- Daily Science Fiction, 2010–prezent
- Escape Pod, 2005–prezent, fiction podcast and online
- The Future Fire, 2005–prezent, US/UK
- GUD Magazine 2006–prezent, print/pdf
- Hypnos, 2012–prezent[1]
- InterGalactic Medicine Show, 2005–prezent
- Leading Edge (sau The Leading Edge Magazine of Science Fiction and Fantasy), 1981–prezent
- Lightspeed, 2010–prezent
- The Magazine of Fantasy & Science Fiction (sau The Magazine of Fantasy), 1949–prezent
- Nebula Rift, 2012–prezent [2]
- Not one of us, 1986–prezent
- Perihelion Science Fiction, 1967-1969, revived 2012–prezent
- Planet Magazine, 1994–prezent
- Planetary Stories, 2005–prezent
- Quantum Muse E-Zine, 1997–prezent
- Shimmer Magazine, 2005–prezent
- Space Adventure Magazine, 2011–prezent
- Space and Time Magazine, 1966–prezent
- Strange Horizons, 2000–prezent
- Three-lobed Burning Eye, 1999–prezent
- Uncanny Magazine, 2014–prezent
- Waylines Magazine, 2013–prezent - US/Japonia
- Weird Tales, 1923-1954, revived 1988–prezent

### Reviste britanice

#### Defuncte
- 3SF, 2002–2003, 4 numere
- Alien Worlds, 1966[3]
- Authentic Science Fiction, 1951–1957
- Critical Wave, 1987–1996, 2008
- Fantasy Tales, 1977, 1 issue
- Farthing, 2005–2007
- Hub, 2006–213, 147 numere
- Murky Depths, 2007–2011, 18 numere
- Nebula, 1952–1959, 41 numere
- Nemonymous, 2001–2010
- New Worlds, 1946–1971, 201 numere
- Odyssey, 1997–1998, 8 numere
- Outlands, 1946, 1 issue
- Polluto, 2008–2013, 10 numere
- Postscripts, 2004–2009
- Science Fantasy (sau Impulse), 1950–1967
- Science Fiction Adventures, 1963, 32 numere
- Science Fiction Monthly, 1974–1976, 28 numere
- SF Digest, 1976, 1 issue
- Spectrum SF, 2000–2002, 9 numere
- Tales of Wonder, 1937–1942, 16 numere
- Vargo Statten Magazine, 1954–1956 19 numere
- Vision of Tomorrow, 1969–1970, 12 numere
- Whispers of Wickedness, webzine

#### Curente
- Arc, 2012–prezent
- Doctor Who Magazine, 1979–prezent
- Fever Dreams Magazine, online publication 2012–prezent[4]
- The Future Fire, 2005–prezent – US/UK
- Interzone, 1982–prezent
- Jupiter Magazine, 2003–prezent
- The Third Alternative (later and currently Black Static), 1994–prezent

### Reviste din alte țări

#### Defuncte
- Alef, 1987–1993, Serbia.
- Argonauta, 1953–2004, Portugalia.
- Esli, 1991–2012, Rusia.
- Fantázia, 1997–2007, revived 2008–2011, Slovacia.
- Fenix, 1990–2001, Polonia.
- Fiction, 1953–1990, revived 2005–2015, Franța.
- Häpna!, 1954–1969, Suedia.
- Harbinger Magazine, 1998–1999, Australia.
- Imperija, 2000-2001, Lituania.
- Jules Verne-magasinet, 1940–1947, revived 1972–2010, Suedia.
- Scienza Fantastica 1952-53 Italia
- Sirius (revistă) (1976-1989) (Croația), 164 de numere
- Kaukas, 1991, 1997, Lituania.
- Mitrania, 2002–2010, Suedia.
- Null, 1960–1964, Japonia.
- Sirius, 1976–1989, Croația.
- Uchujin, 1957–2010, Japonia.
- Uncanny Tales,  1940–1943, Canada.
- Anticipația CPSF (1990), România
- Colecția „Povestiri științifico-fantastice” (1955), România
- Revista Quasar (1992), România

#### Curente
- Albedo One,  1993–prezent, Ireland
- Andromeda Spaceways Inflight Magazine, 2002–prezent, Australia
- Aurealis, 1990–prezent, Australia
- Fantastyka (also known as Nowa Fantastyka), 1982–prezent, Polonia
- Futura, 1992–prezent, Croația
- Galaktika, 1972–1995, revived 2004–prezent, Ungaria
- Helice, 2006–prezent, Spania-America Latină
- Indian SF, 2013–prezent, India[5]
- Kasma Science Fiction, 2009–prezent, Canada (engleză)
- Kosmograd, 2001–prezent, Rusia
- Mir Fantastiki, 2003–prezent, Rusia
- Mithila Review, 2016–prezent, India[6][7]
- Neo-opsis Science Fiction Magazine,  2003–prezent, Canada (engleză)
- NewFoundSpecFic, 2009–prezent, Canada (engleză)
- Nova Science Fiction, 1982–1987, reînviată 2004–prezent, Suedia
- On Spec, 1989–prezent, Canada (engleză)
- Quarber Merkur Austria
- Portti, 1982–prezent, Finlanda
- RBG-Azimuth, 2006–prezent, Ucraina
- Science Fiction World, 1979–prezent, China
- SF Magazine, 1959–prezent, Japonia
- Sirius B, 2011–prezent, Croația
- Solaris, 1974–prezent, Canada (franceză)
- Tähtivaeltaja, 1982–prezent, Finlanda
- Ubiq, 2007–prezent, Croația
- Universe Pathways, 2005–prezent, Grecia
- Urania, 1952–prezent, Italia
- Usva webzine, 2005–prezent, Finlanda
- Revista Zin, 2017–prezent, România
- ArtZONESF, 2021–prezent, România

## Vezi și
- Listă de reviste de literatură de consum